# Швейк готується до бою
«Швейк готується до бою» (рос. Швейк готовится к бою) — радянська кінокомедія 1942 року режисера Сергія Юткевича за мотивами твору Ярослава Гашека «Пригоди бравого вояка Швейка».

## Сюжет
Фільм складається з двох новел: «Моди Парижа» і «Останній хрестоносець». Чеські патріоти планують визволення зі стін гестапо свого соратника. Інсценувавши весілля, вони збираються в одному з місцевих шинків. Швейку, що грає роль нареченого, належить тягнути час, розважаючи присутніх історіями про французьких патріотів. Операція закінчується вдало, і бравому солдату знову вдається обдурити фашистів.

## У ролях
- Володимир Канцель —  Швейк
- Ніна Нікітіна —  Юлька
- М. Леппік —  Шиммер
- Павло Шпрингфельд —  Вальдек
- Сергій Троїцький —  шуцман
- Олександр Ширшов —  Янек
- Георгій Менглет —  чеський комуніст Вацлав Решанек
- Георгій Мілляр —  господар
- Олександр Гречаний —  шофер
- Сергій Маркушев —  шофер
- Михайло Трояновський —  шофер
- Сергій Філіппов —  одноокий засуджений
- Є. Прокоф'єв —  шуцман

| - Марія Барабанова — Луїза - Петро Галаджев — Шамбре - Ераст Гарін — Франсуа - Сергій Мартінсон — офіцер; манекен | - Борис Тенін — Гавар - Микола Волков — тюремник - Леонід Кровицький — Мюллер - Павло Суханов — Бенц |

## Знімальна група
- Режисери: Сергій Юткевич, Марія Ітіна
- Сценаристи: Євген Помєщиков, Микола Рожков, Климентій Мінц, Борис Ласкін
- Оператор: Марк Магідсон
- Художник-постановник: Володимир Каплуновський
- Композитор: Анатолій Лєпін